# Pico 4
PICO 4 es un visor de realidad virtual desarrollado por ByteDance. Está diseñado para juegos de realidad virtual y solo está disponible en Europa y Asia Oriental (China, Corea del Sur, Japón, Malasia y Singapur). Actualmente no está disponible en los Estados Unidos. 
El fundador y presidente de PICO, Henry Zhou, esperaba vender más de 1 millón de unidades de los auriculares. PICO 4 es un competidor de Quest 2. En noviembre de 2023, VRChat se lanzó en PICO 4.

## Especificaciones
El PICO 4 utiliza lentes pancake en combinación con dos pequeñas pantallas LCD, una para cada ojo en la pantalla montada en la cabeza. Esta tecnología permite unos auriculares más ligeros con una mayor resolución de imagen.
Las lentes pancake tiene algunos inconvenientes introducidos por la luz que rebota entre las capas de la lente, pero generalmente se considera que tiene menos errores visuales que la lente Fresnel utilizada anteriormente.

## Imágenes

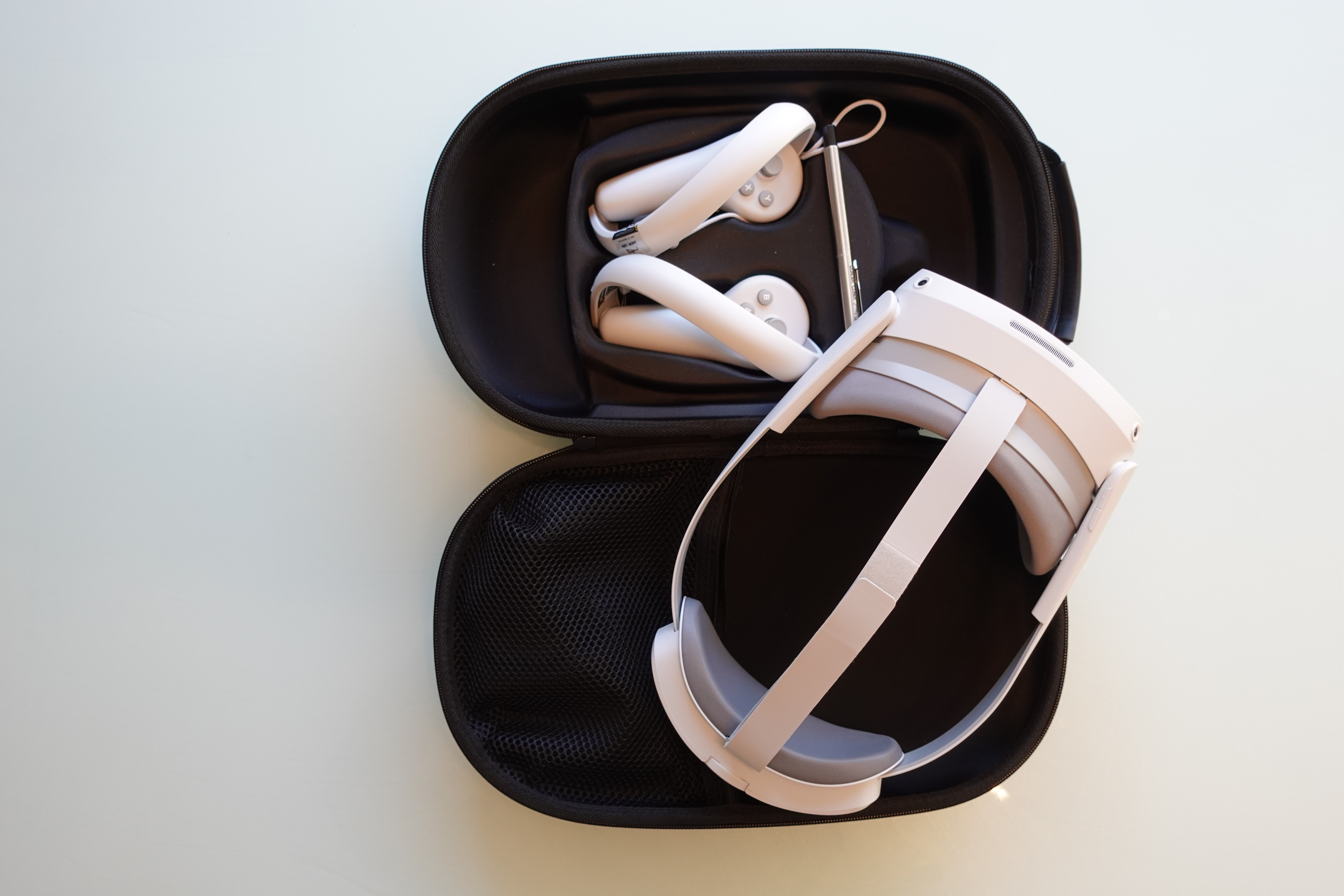
Pico 4 desde arriba
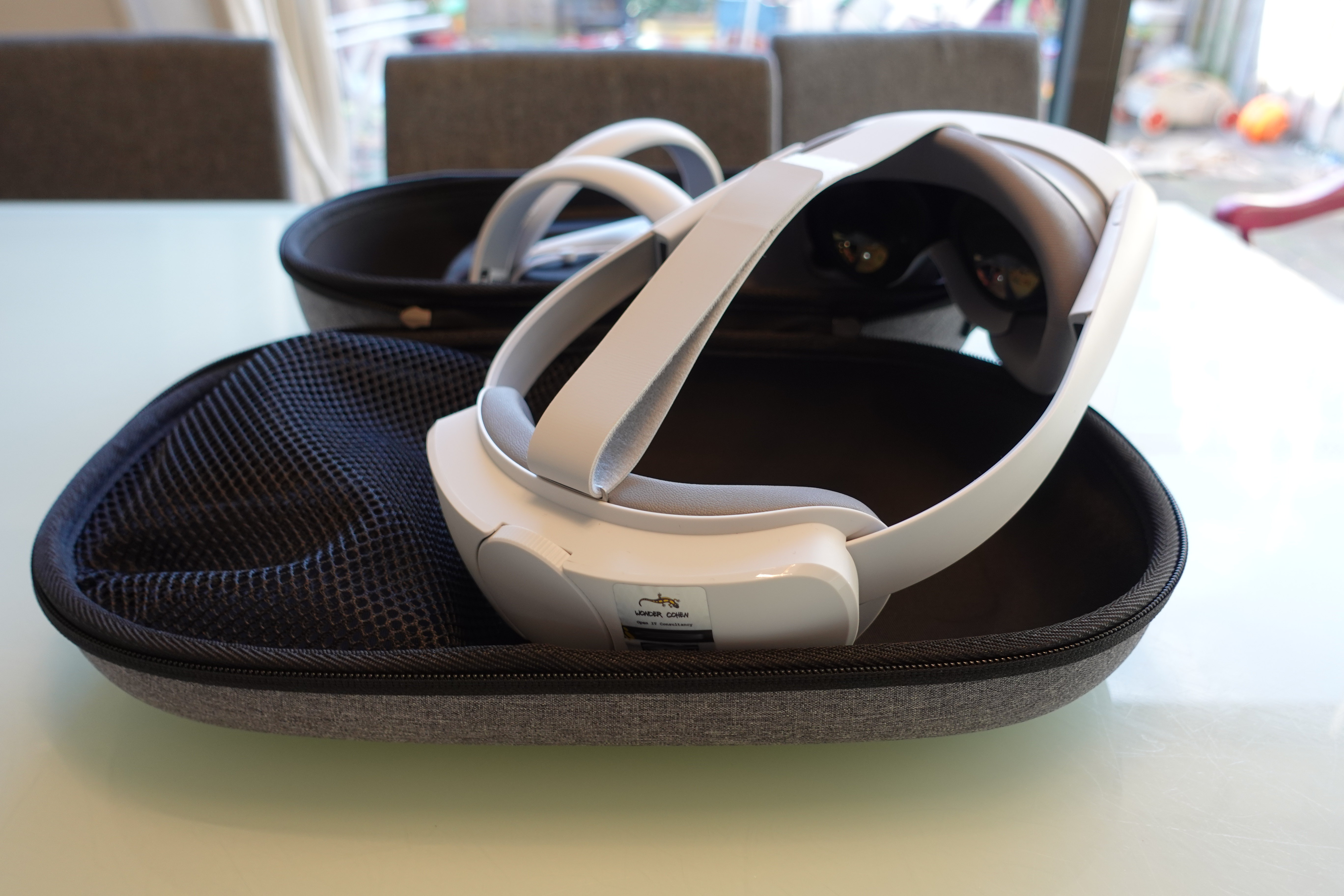
Pico 4 desde el lateral
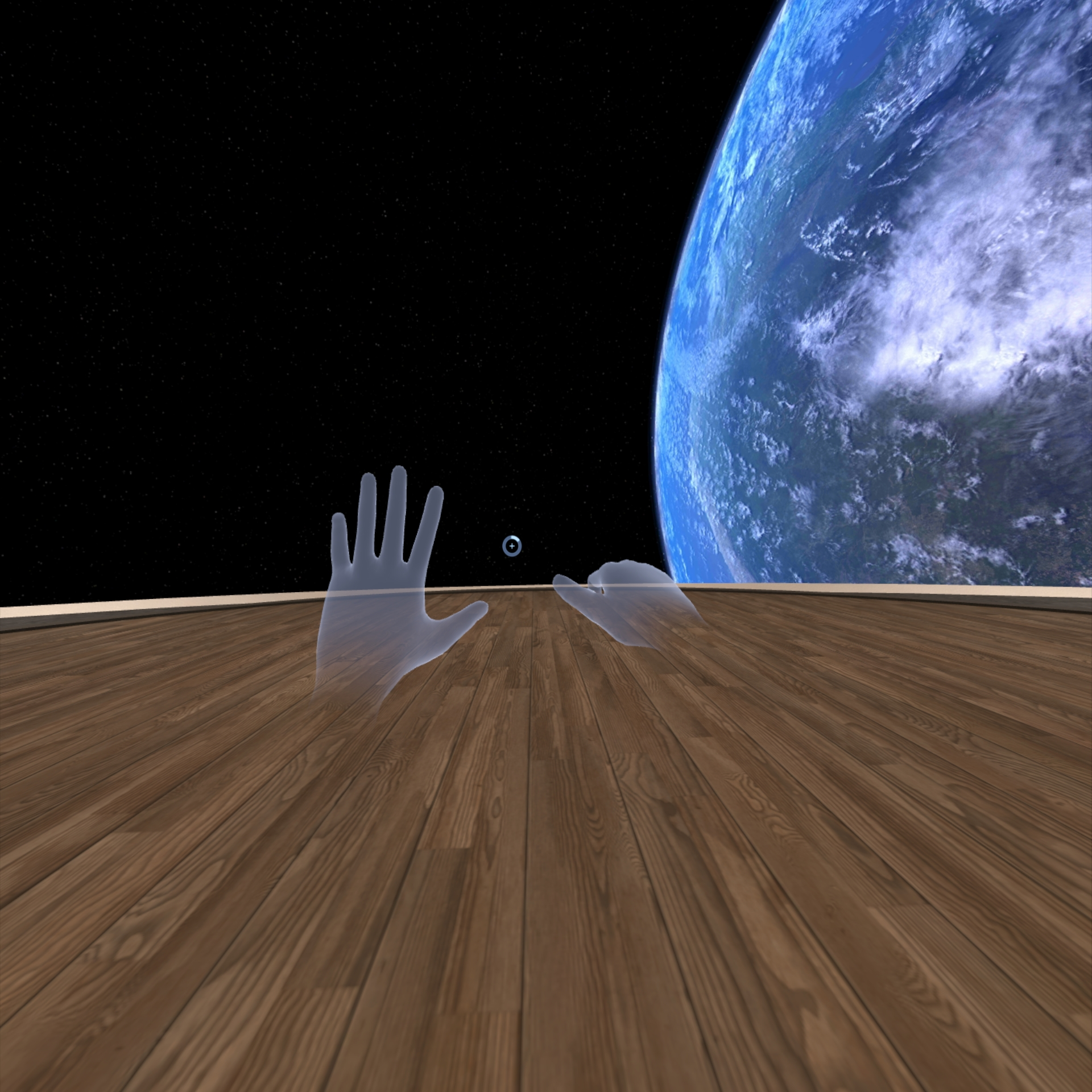
Seguimiento de manos en Pico 4
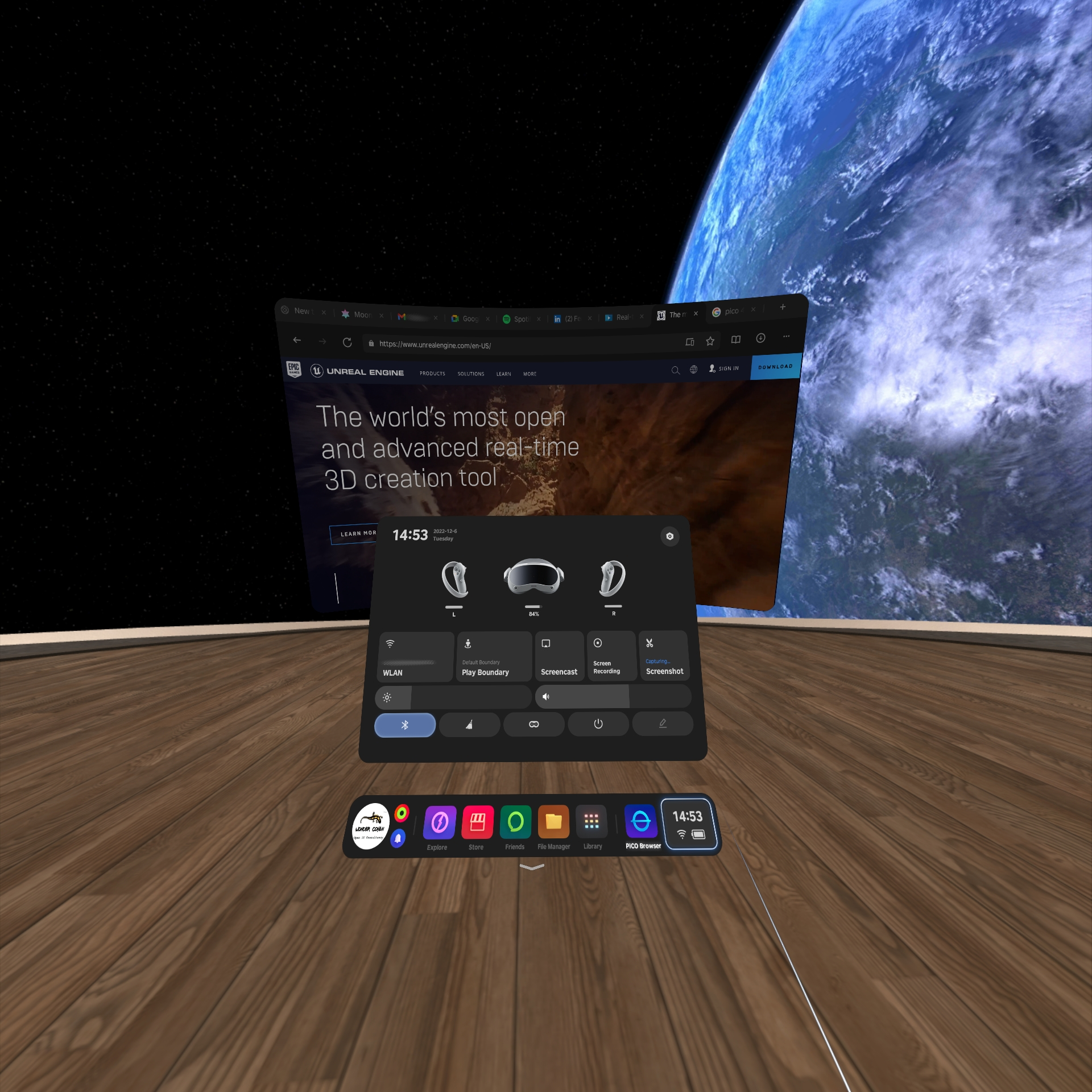
Captura del panel de control de las Pico 4